# PumpKings
PumpKings è il sesto album in studio della band Masterplan.
Il disco è composto totalmente da brani scritti e pubblicati da Roland Grapow durante la sua militanza negli Helloween (dal 1991 al 2000), qui ri-registrati e ri-arrangiati per l'occasione.
I brani sono tutti completamente risuonati dalla band e ricantati da Rick Altzi. 

## Tracce
Testi e musiche di Roland Grapow.
1. The Chance – 3:47 (da Pink Bubbles Go Ape)
2. Someone's Crying – 4:27 (da Pink Bubbles Go Ape)
3. Mankind – 6:17 (da Pink Bubbles Go Ape)
4. Step Out of Hell – 4:25 (da Chameleon)
5. Mr. Ego (Take Me Down) – 7:02 (da Master of the Rings)
6. Still We Go – 5:02 (da Master of the Rings)
7. Escalation 666 – 4:40 (da The Dark Ride)
8. The Time of the Oath – 6:54 (da The Time of the Oath)
9. Music – 7:27 (da Chameleon)
10. The Dark Ride – 8:51 (da The Dark Ride)
11. Take Me Home – 4:24 (da Master of the Rings)

## Formazione

### Gruppo
- Rick Altzi – voce
- Roland Grapow – chitarra
- Jari Kainulainen – basso
- Martin Škaroupka – batteria
- Axel Mackenrott – tastiere

### Produzione
- Roland Grapow – produzione, registrazione, missaggio, mastering presso i Grapow Studios